# رايموند فيرث
رايموند فيرث (بالإنجليزية: Raymond Firth)‏ هو عالم إنسان نيوزيلندي، ولد في 25 مارس 1901 في أوكلاند في نيوزيلندا، وتوفي في 22 فبراير 2002 في لندن في المملكة المتحدة.

## وصلات خارجية
- رايموند فيرث على موقع الموسوعة البريطانية (الإنجليزية)
- رايموند فيرث على موقع إن إن دي بي (الإنجليزية)